# Yakovlev Yak-3
Le Yak-3 (en russe : Як-3) est un avion de chasse monoplace soviétique de la Seconde Guerre mondiale. 
Cet avion a été réservé aux unités d'élite des Forces aériennes soviétiques.
Appareil redoutablement efficace, l'as de la seconde guerre mondiale Marcel Albert qui le pilota au sein du régiment Normandie-Niémen le considérait comme largement supérieur au P-51 Mustang et au Spitfire.

## Conception
Développé par Antonov alors membre du bureau d'Alexandre Yakovlev à partir du Yak-1M, cet avion était expressément destiné au combat contre les chasseurs à basse et moyenne altitude. Entre 2 500 et 3 000 mètres, il avait une maniabilité et une vitesse supérieures aux appareils allemands et alliés contemporains pour une masse bien inférieure, ce qui lui valut son surnom de « Moustique ». La structure avait été allégée à outrance et son moteur optimisé pour fournir son maximum de puissance en dessous de 5 000 mètres. Vers la fin de la guerre, des exemplaires furent dotés des moteurs Klimov VK-107 de 1 700 ch, puis Vk108.
Après le conflit, sa cellule fut utilisée pour un avion d'entraînement, le Yak-11, et le premier chasseur à réaction soviétique à entrer en service, le Yak-15.

## Engagements
Le Yak-3 fut engagé à partir de juillet 1944 et il acquit rapidement un ascendant sur la chasse allemande, des instructions conseillant aux pilotes  de la Luftwaffe d'éviter le combat avec des chasseurs Yak sans radiateur d'huile sous le moteur. Parmi les unités qui l'utilisèrent, le régiment de chasse de Varsovie et le régiment de chasse Normandie-Niémen qui utilisa jusqu'au début des années 1950 les exemplaires qu'il avait ramenés en France.

## Variantes
- Yak-3D version avec une fusée d'appoint Gloushko RD-1 dans la queue de l'appareil.
- Yak-3P version à l'armement renforcé de 3 canon B20 de 20 mm et 2 mitrailleuses UBS de 12,7 mm
- Yak-3T version antichar avec canon de 20 mm ou 37 mm, un exemplaire testé avec un canon de 57 mm
- Yak-3TK version avec moteur Vk107 et compresseur.
- Yak-3U version entièrement métallique et moteur ASh-82FN
- Yak-3 Vk107A moteur Vk107, une centaine d'exemplaires
- Yak-3 Vk108 moteur Vk108, vitesse maximale 745 km/h

## Photo

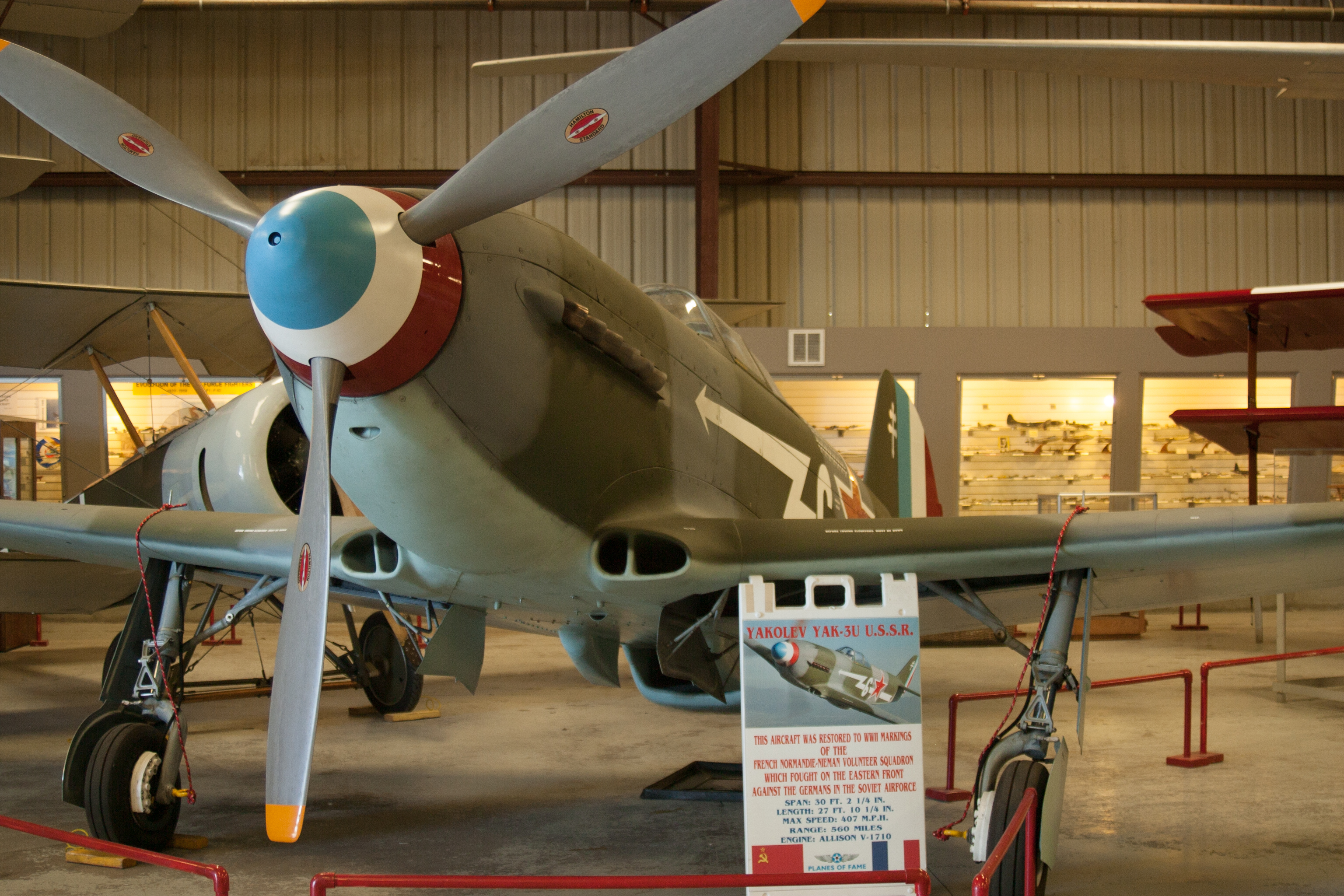
Photo d'un YAK-3U de la Normandie-Niémen